# يقمر أصهب الذيل
يقمر أصهب الذيل (الاسم العلمي: Galbula ruficauda)، هو نوع من الطيور يتبع جنس اليقمر ضمن فصيلة اليقمريات من رتبة نقاريات الشكل.